# Hans Werder (Schauspieler)
Hans Heinrich Werder (* 15. Juni 1869 in Deutschland; † 22. Oktober 1942 im Ghetto Theresienstadt) war ein deutscher Schauspieler bei Bühne und Film und ein Theaterregisseur.

## Leben und Wirken
Werder erhielt mit etwa 20 Jahren seine künstlerische Ausbildung und trat in der Spielzeit 1890/91 sein erstes Festengagement in Göttingen an. In der darauf folgenden Saison wirkte er im Ensemble des Berliner Theaters in der deutschen Hauptstadt und ging dann anschließend für jeweils eine Spielzeit an Spielstätten in Elbing, Krefeld, Meiningen, Erfurt, Olmütz, Zürich und Hannover. Von 1902 bis 1904 wirkte er in Bonn, danach ging Werder ans Theater von Freiburg im Breisgau. In der Saison 1905/06 ließ man ihn in Mainz erstmals auch als Regisseur arbeiten, danach war er eine Spielzeit in Brünn beschäftigt. Von 1907 bis 1908 war Hans Werder am Breslauer Schauspielhaus beschäftigt. Anschließend ging der Künstler wieder für jeweils eine Spielzeit auf Wanderschaft (Aussig, Königsberg und Stettin), die Saison 1912/13 führte ihn sogar an das deutsche Theater von Milwaukee (USA). 
Den Ersten Weltkrieg verbrachte Werder überwiegend (Spielzeiten 1915 bis 1918) in Düsseldorf, dann ging er kurz nach Kriegsende 1918/19 ans noch deutsch besetzte Riga, um hier Theater an der deutschsprachigen Bühne zu spielen. Wieder zurück in der Heimat, beendete Hans Werder seine künstlerische Laufbahn in den Jahren 1919 bis 1921 mit unterschiedlich großen Rollen in künstlerisch wenig bedeutsamen Stummfilmen diverser kleiner Produktionsfirmen. Fest an ein Bühnenensemble band er sich anschließend nicht mehr, blieb aber weiterhin in Berlin ansässig. Hier wurde er 1933 vom aufkommenden Nationalsozialismus überrascht. In bereits fortgeschrittenem Alter wurde der betagte, ehemalige Schauspieler am 4. Oktober 1942 von deutschen Stellen in das Ghetto Theresienstadt deportiert, wo er 18 Tage darauf unter den katastrophalen Lebensbedingungen verstarb.

## Filmografie
- 1919: Die ums Leben spielen
- 1919: Die törichte Jungfrau
- 1919: Das Schicksal der Maria Keith
- 1920: Die Duplizität der Ereignisse
- 1920: Moderne Sklaven
- 1920: Das große Geheimnis
- 1921: Die Strandnixe
- 1921: In einem kühlen Grunde